# Оттон II
О́ттон II Рудий (нім. Otto II der Zweite) (нар. 955 — пом. 7 грудня 983, Рим, Італія) — король Німеччини та імператор Священної Римської Імперії з 973 року, король Італії з 973 року, син імператора Оттона I та Адельгейди Бургундської.

## Біографія

### Початок правління
Народився 955 року. У 972 році одружився з Феофано, донькою Костянтина Скліра та Софії Фокени, родички імператора Іоанна I Цимісхія (той був одружений зі стрийною Феофано).
Оттону II було всього 18 років, коли він взяв управління великою державою у свої руки. Літописці того часу зображують його невисоким, але рухомим і мужнім. До того ж короткочасне (973—983) правління дало йому можливість виявити цю мужність. Після смерті Бургарда, герцога Швабського, він передав його герцогство синові Людольфа Оттону, що виріс разом з ним. Східну марку він доручив в управління Леопольду (Луітпольду) Бабенбергу. Ця перевага, надана Бабенберзькому дому Оттоном, викликала заздрість герцога Генріха II Баварського, який повстав проти імператора Оттона II разом з князями Чехії і Польщі. Повстання було придушене, а після другого повстання 976 року герцог взагалі був позбавлений свого герцогства, яке пізніше було передане Оттону Швабському.
У той же час Каринтія була відділена від могутнього герцогства Баварського й у поєднанні з Веронською маркою утворила особливе герцогство, передане у володіння Генріху Молодшому, сину колишнього герцога Баварського Бертольда.
974 року юний імператор здійснив похід проти Данії. Кривава битва відбулася при знаменитому укріпленні Даневерк. Воно було взято, і король Гаральд скорився; незабаром після цього змирився і чеський князь Болеслав.
Восени того ж року несподіваний напад із Заходу спонукав юного короля здійснити сміливий похід. Король Західно-Франкської держави Лотар, брат якого Карл незадовго перед цим прийняв володіння в Нижній Лотарингії, у мирний час без оголошення війни раптово вторгся з військом у Лотарингію. Він вдарив прямо на Ахен, де в той час перебував імператор, з явним наміром захопити його в полон.
Оттон II з молодою дружиною ледь встигли вислизнути в Кельн. Лотар задовольнився тим, що повернув зображення орла на імператорському палаці зі сходу на захід і знову пішов у свої володіння. Королівські васали цього разу зібралися надзвичайно швидко, «і всі разом, як один, були обурені нанесеною імператорові образою». Оттон на чолі з військом, «якого ні до того, ні після того не бачили» (ймовірно близько 60 тисяч), вступив у межі Західно-Франкської держави. Він дійшов до Парижа і міг його окинути поглядом з «гори Мучеників» — Монмартра. Тут він зібрав духовенство і наказав співати «Тебе, Боже, хвалимо», і теж повернувся у свої межі.
980 року при особистій зустрічі Лотар відмовився від своїх домагань. Незадовго перед цим польський князь Мешко I виявив Оттону повну покірність, і так йому вдалося міцно утвердити своє панування в межах держави, залишеної йому батьком.
Чутки, які доходили з далекої півночі і північного сходу, були невтішні: в Данії і в землях вендів німецький вплив сильно похитнувся якимись новими рухами в язичництві. У Данії син християнського короля Гаральда Свен повстав проти батька. Від нього вдалося відстояти тільки Шлезвізьку марку.
Слов'янські племена вогненним потоком протекли по всіх містах, які служили резиденціями християнським місіям: Гафельсбергу, Бранденбургу, Гамбургу. Церкви і монастирі були зруйновані, мощі святих опоганені, духовенство перебито або захоплено у полон, і повсюди відновлено «бісівське служіння» (983). Від вторгнення і шаленства язичників швидко зібраними військами вдалося захистити тільки узбережжя Ельби. На довершення лиха імператор при отриманні цих звісток важко захворів у Римі, і 7 грудня 983 року на 28-му році життя помер, залишивши все своє царство в спадщину 4-х річному спадкоємцю. Регенткою стала вдова Оттона II — Феофано Склірена.